# Stenobracon zimmeri
Stenobracon zimmeri är en stekelart som först beskrevs av Josef Fahringer 1941.  Stenobracon zimmeri ingår i släktet Stenobracon och familjen bracksteklar. Inga underarter finns listade i Catalogue of Life.